# Stephanostomum microstephanum
Stephanostomum microstephanum är en plattmaskart. Stephanostomum microstephanum ingår i släktet Stephanostomum och familjen Acanthocolpidae. Inga underarter finns listade i Catalogue of Life.